# Biserica romano-catolică din Mitocu Dragomirnei

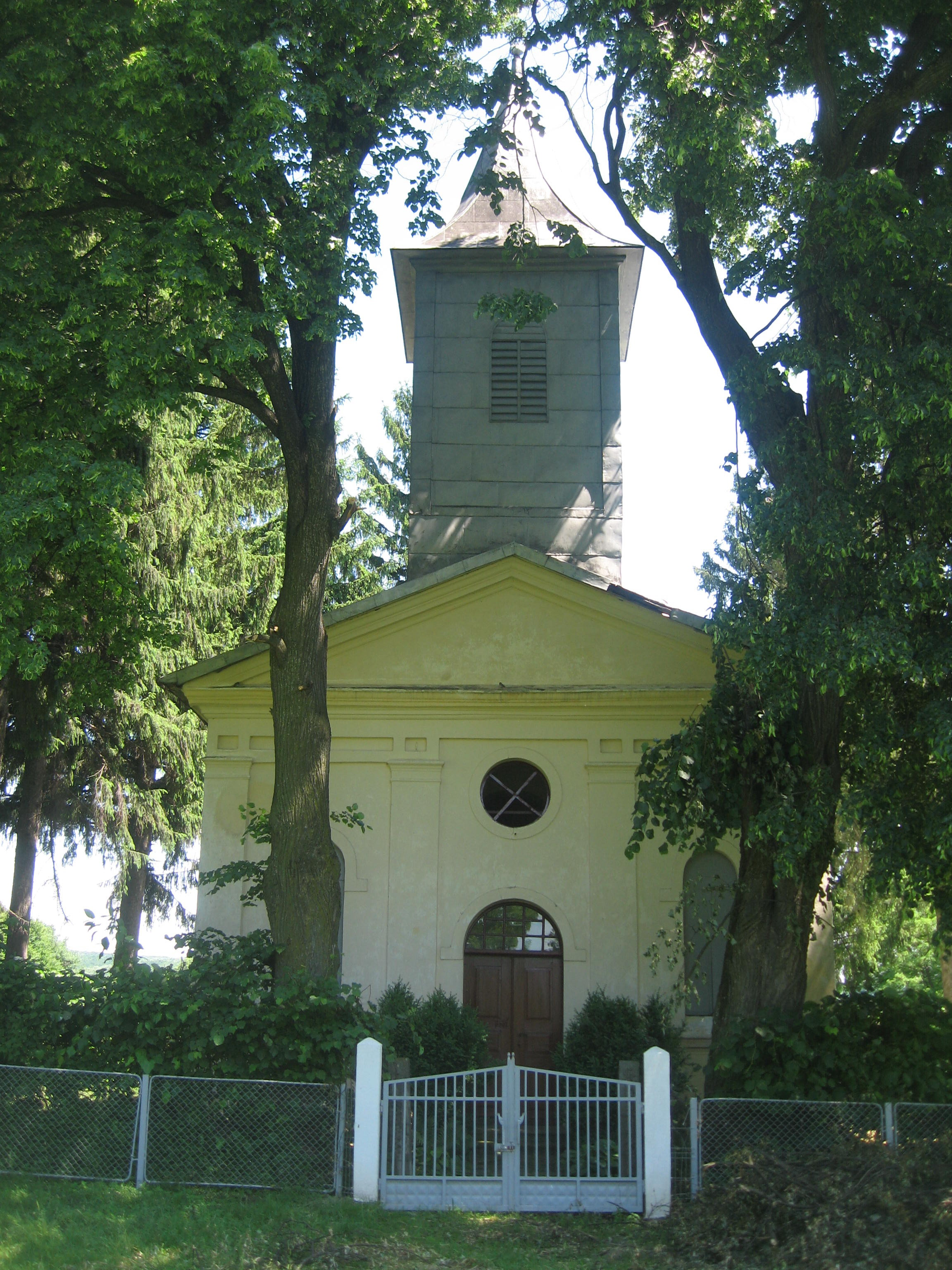
Biserica romano-catolică din Mitocu Dragomirnei.

Biserica "Înălțarea Sfintei Cruci" din Mitocu Dragomirnei este o biserică romano-catolică construită în anul 1894 în satul Mitocu Dragomirnei (județul Suceava). Ea se află pe o uliță a satului, în apropiere de școală, biserica ortodoxă și cimitir. 

## Comunitatea germană din Mitocu Dragomirnei
După anexarea Bucovinei de către Imperiul Habsburgic (1775), autoritățile austriece au adus aici coloniști de origine germană, care proveneau din diverse regiuni ale imperiului și din landurile germane. Primii coloniști germani au sosit la Mitocu Dragomirnei (în germană Mitoka-Dragomirna) în 1782, venind din Banat, și erau de confesiune evanghelică (luterană). Cu timpul, au început să sosească și familii de etnici germani de religie romano-catolică. 
Comunitatea germană a continuat să crească până în 1918. Pe măsura dezvoltării comunității germane, s-a construit în sat o școală germană, care a funcționat ca „Școală Privată Germană Protestantă” până în 1940. Etnicii germani au construit și biserici: o biserică catolică (1894) și una protestantă. 
După Unirea Bucovinei cu România (1918), numărul germanilor din Mitocu Dragomirnei s-a menținut constant. În anul 1930, populația satului Mitocul-Dragomirnei (care era și reședință a Plasei Dragomirna din județul Suceava) era de 2.761 locuitori, dintre care 2.196 români (79,53%), 501 germani (18,14%), 46 țigani, 13 evrei, 3 polonezi, 1 rus și 1 rutean.  După religie, locuitorii satului erau grupați astfel: 2.237 ortodocși (81,02%), 284 romano-catolici (10,28%), 227 evanghelici (luterani) (8,22%) și 13 mozaici. 
Între anii 1938-1940 etnicii germani au fost mutați în zone ocupate de Germania Nazistă. România și Germania au încheiat o convenție prin care statul român se obliga să achite despăgubiri pentru fiecare clădire în parte, inclusiv pentru terenurile și pădurile germanilor care au emigrat.

## Biserica romano-catolică din Mitocu Dragomirnei
Biserica romano-catolică din Mitocu Dragomirnei a fost construită în anul 1894 de către comunitatea germanilor de religie catolică din satul Mitocu Dragomirnei (în germană Mitoka-Dragomirna), aflat pe atunci în Ducatul Bucovinei. La momentul acela, în satul Mitocu Dragomirnei locuiau mulți etnici germani. 
Biserica a fost construită în apropiere de școală, de biserica ortodoxă și cimitir. Ea are hramul Înălțarea Sfintei Cruci (sărbătorit la 14 septembrie).
După datele Recensământului general al populației României din 29 decembrie 1930, în satul Mitocu Dragomirnei locuiau 284 credincioși romano-catolici. Aceștia reprezentau o pondere de 10,28% din populația localității. Marea majoritate a lor era de etnie germană.
În perioada regimului comunist, numărul credincioșilor romano-catolici din Mitocu Dragomirnei s-a micșorat în mod continuu, majoritatea lor (fiind de etnie germană) emigrând în Germania.
Ca urmare a scăderii permanente a numărului de credincioși prin emigrări în Germania, mutări în alte localități sau deces, Biserica romano-catolică din Mitocu Dragomirnei a ajuns să fie folosită doar o singură dată pe an, mai exact cu ocazia sărbătoririi hramului lăcașului de cult. Cu prilejul hramului, la biserica din Mitocu Dragomirnei se merge ca într-un soi de pelerinaj, cu autocare și preot din altă parte pentru a se putea oficia liturghia. Preotul Dumitru Patrașcu, paroh de Suceava și decan de Bucovina, își exprima în anul 2001 disponibilitatea de a ceda biserica unui alt cult creștin, dacă vor exista cereri în acest sens.
În prezent, în Biserica romano-catolică din Mitocu Dragomirnei sunt celebrate liturghii doar de sărbătoarea hramului, în restul timpului rămânând închisă.

## Imagini

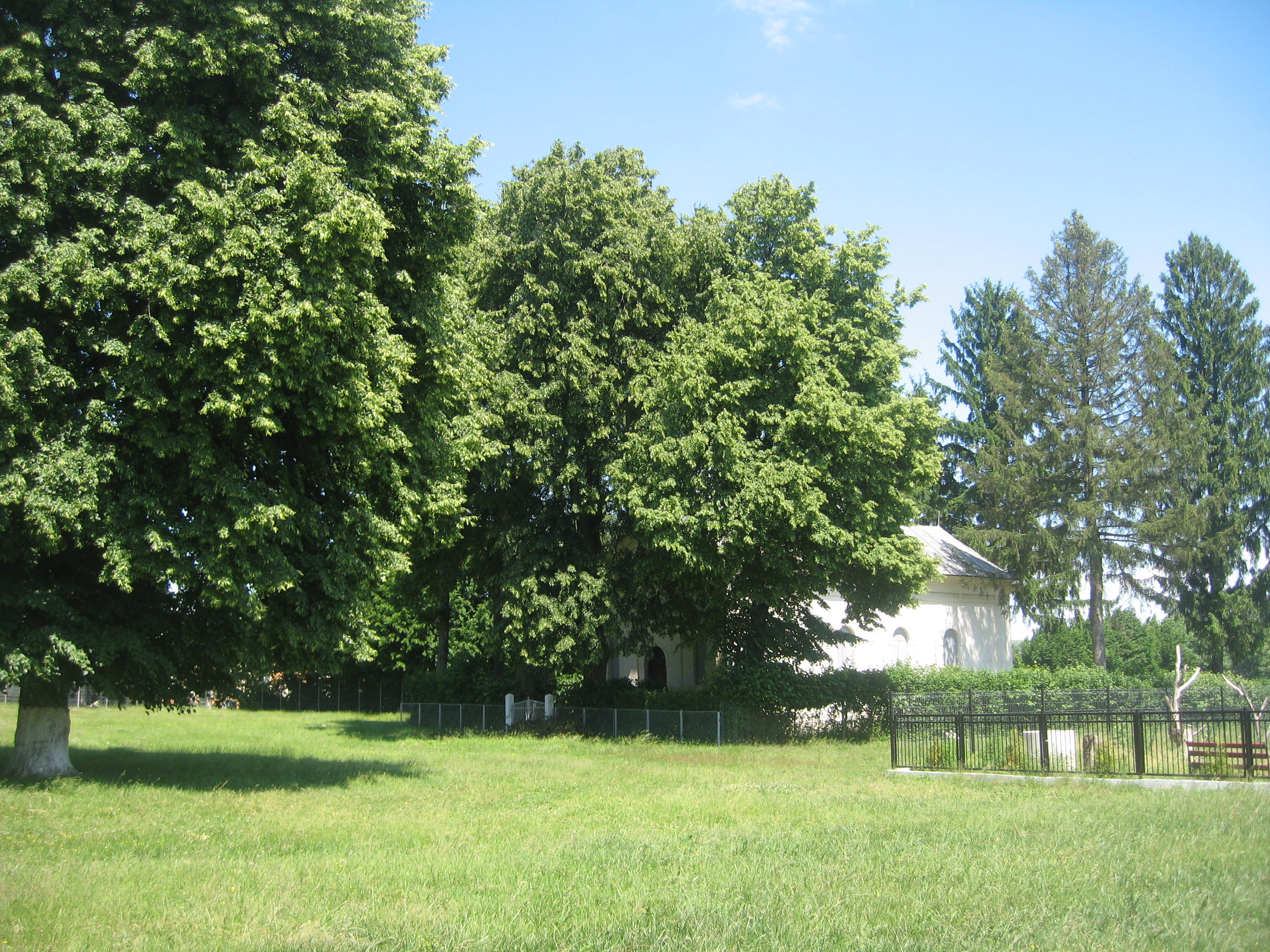
Biserica romano-catolică din Mitocu Dragomirnei - vedere dinspre sud-vest
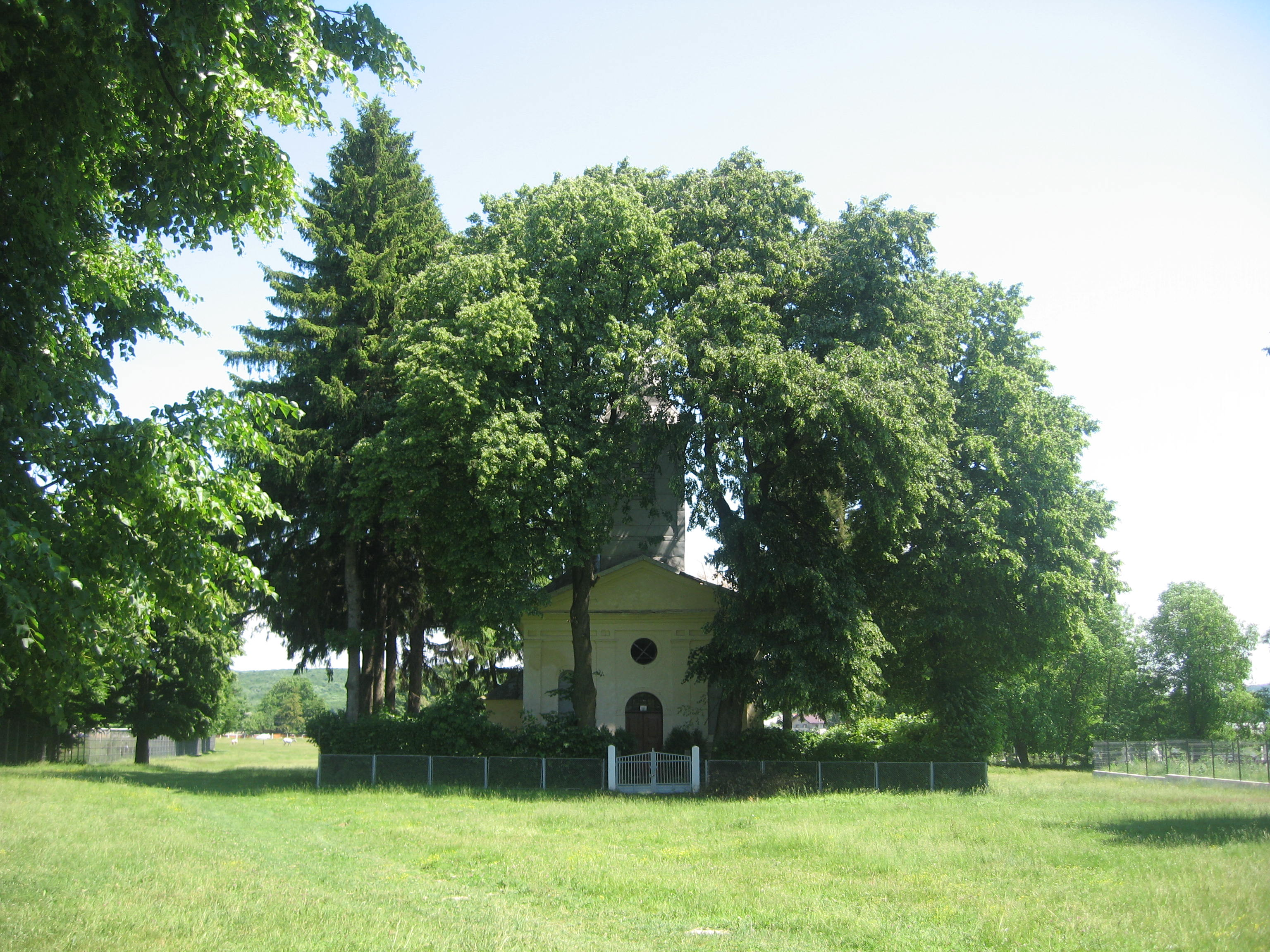
Biserica romano-catolică din Mitocu Dragomirnei - vedere dinspre vest
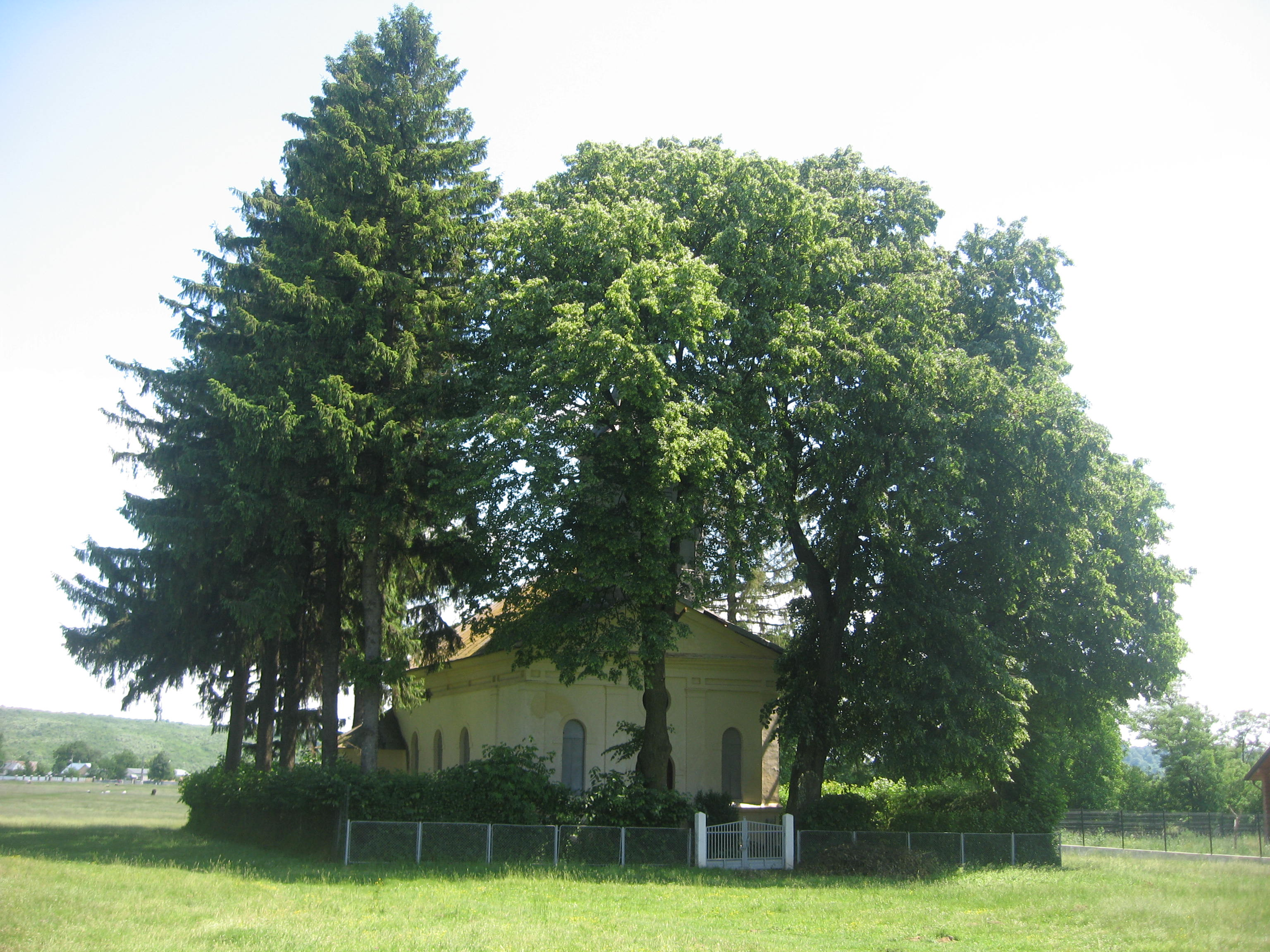
Biserica romano-catolică din Mitocu Dragomirnei - vedere dinspre nord-vest
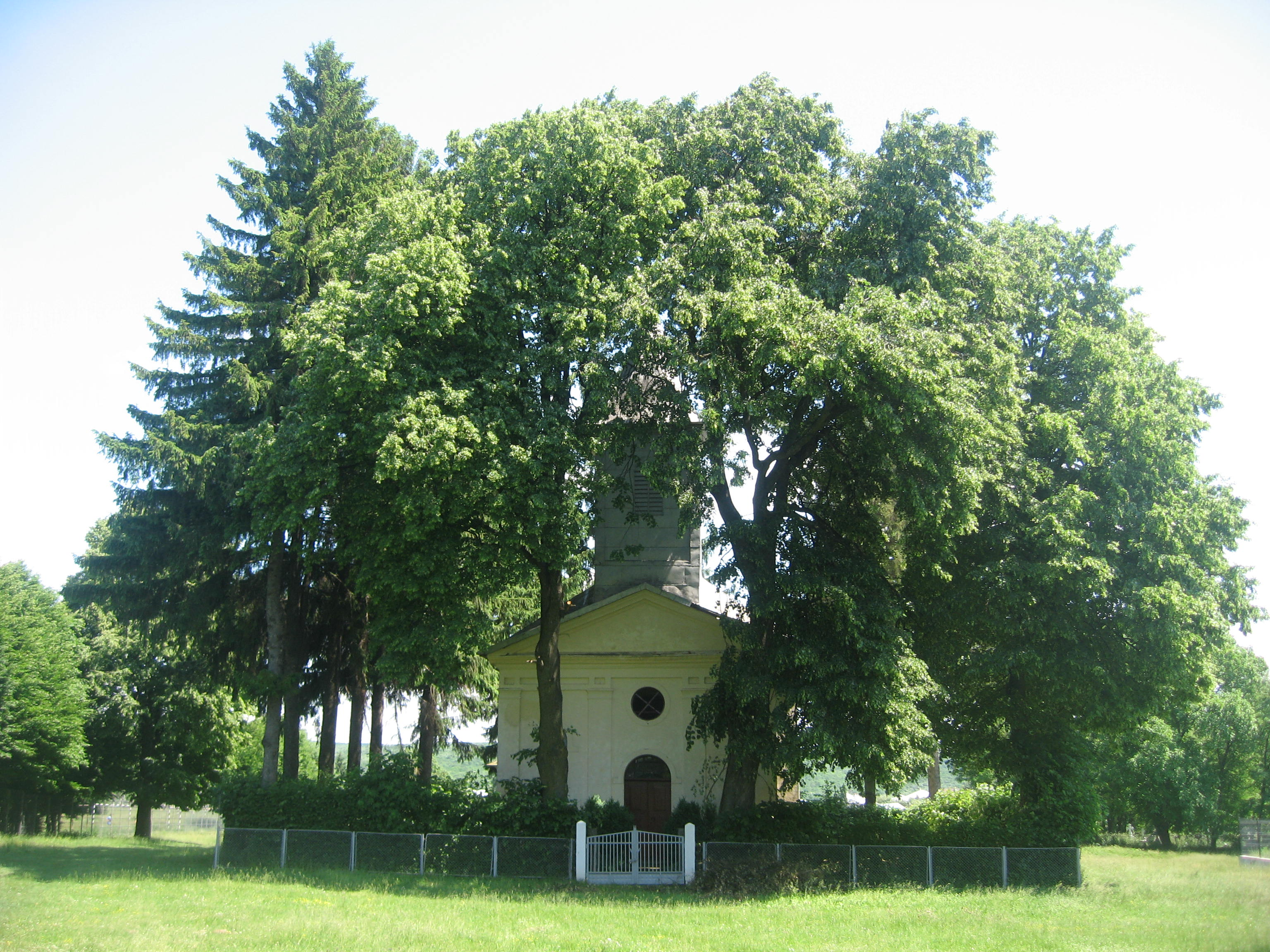
Biserica romano-catolică din Mitocu Dragomirnei
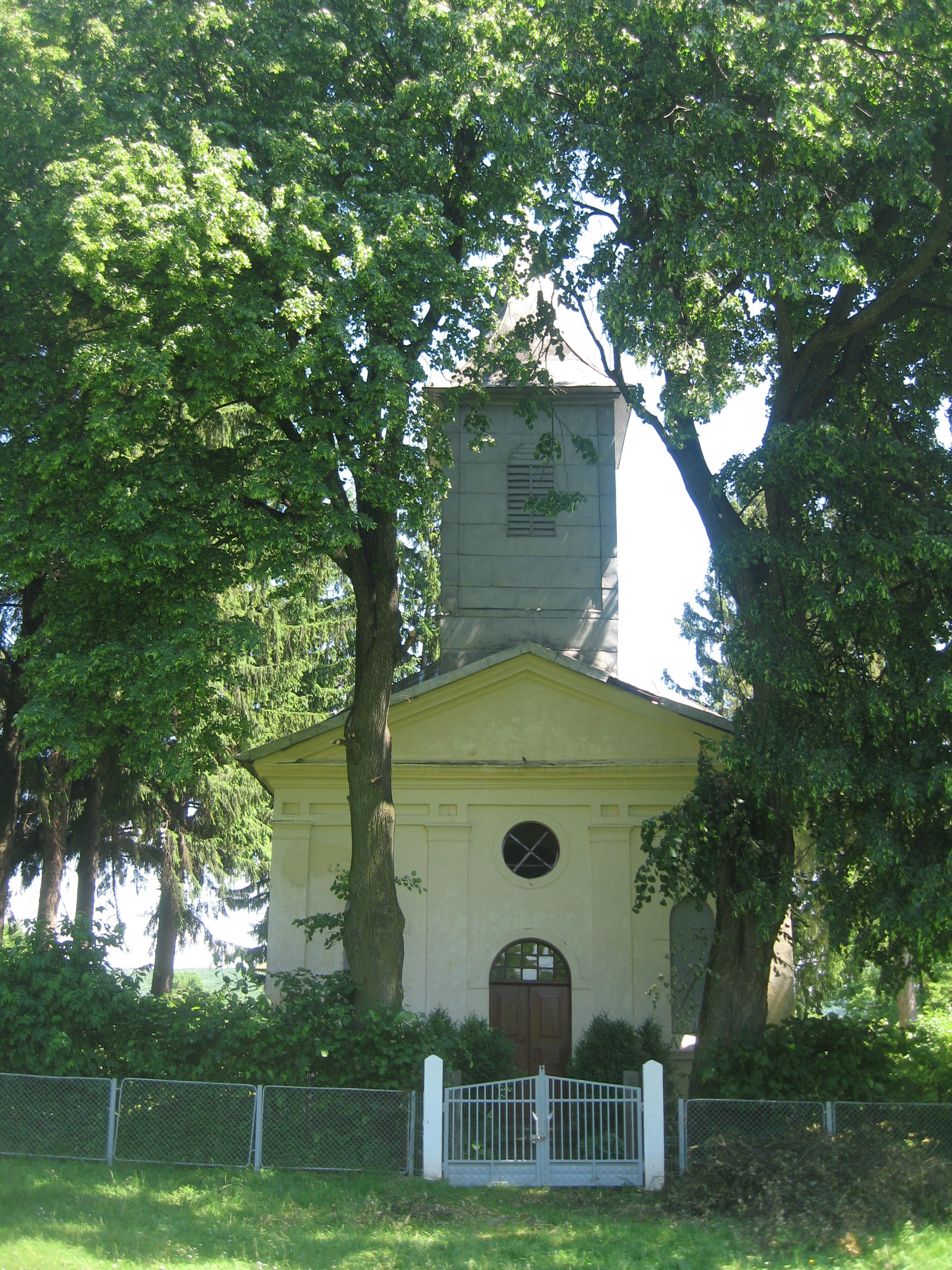
Biserica romano-catolică din Mitocu Dragomirnei - vedere frontală
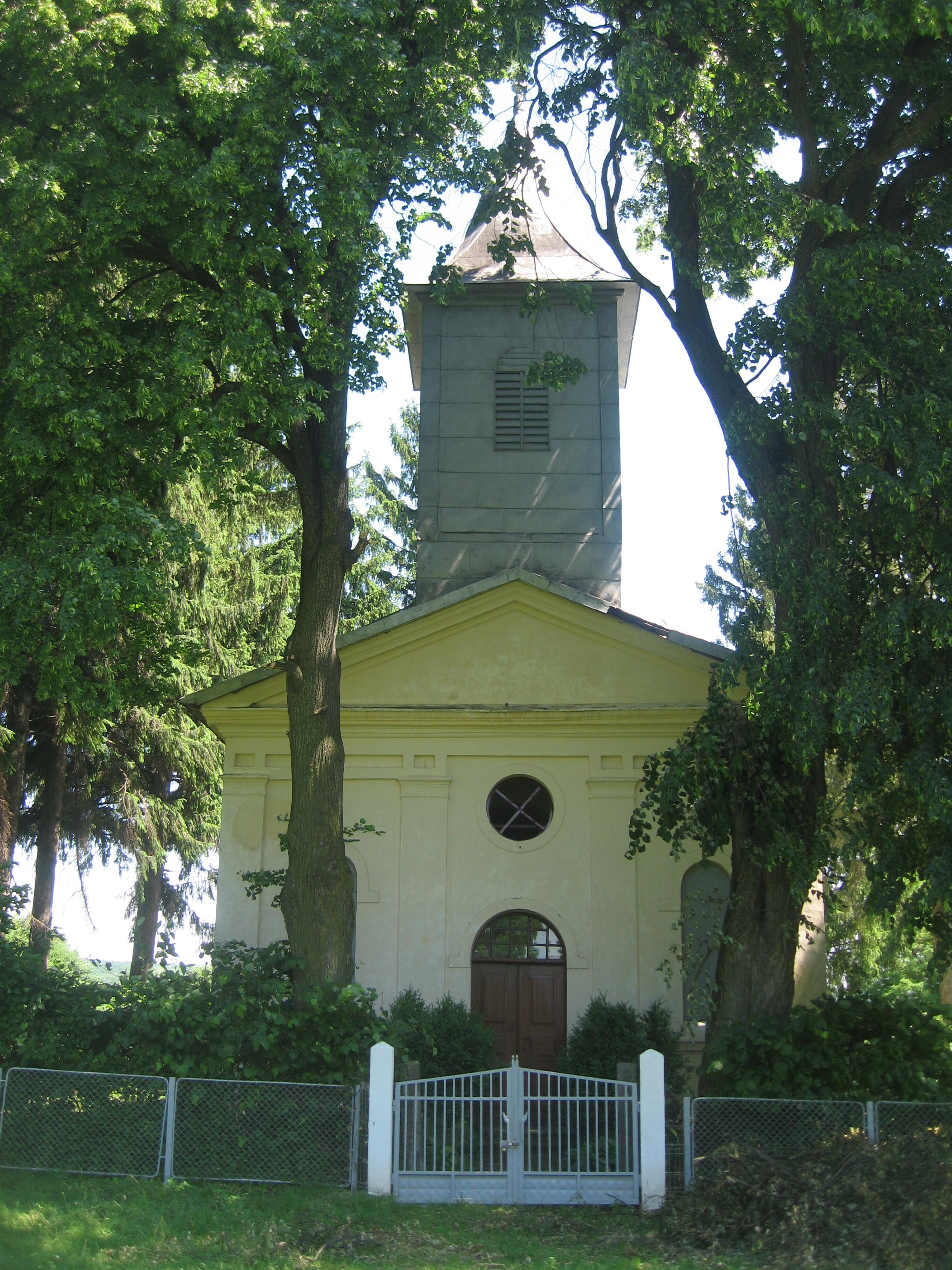
Biserica romano-catolică din Mitocu Dragomirnei - vedere frontală
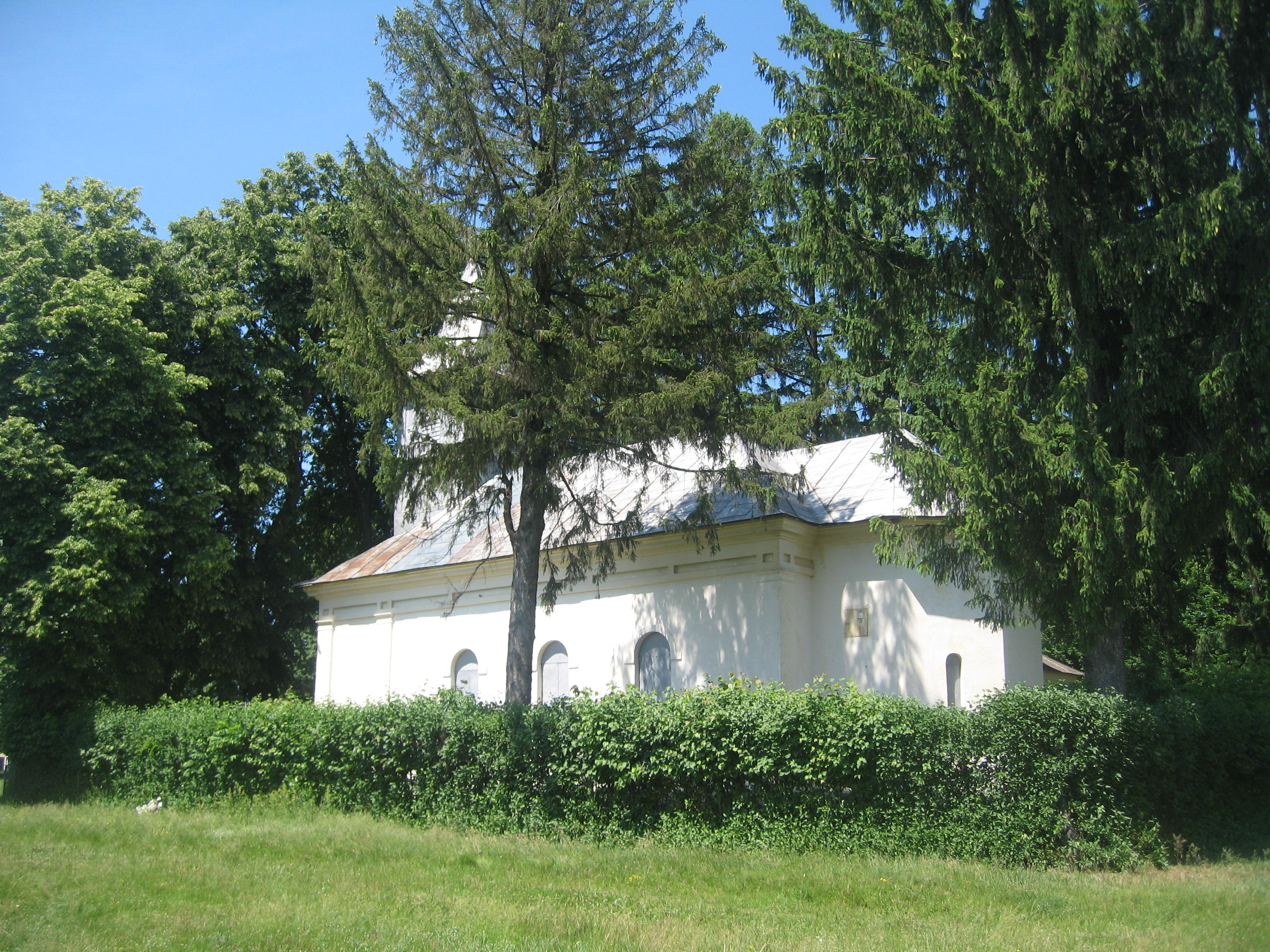
Vedere dinspre sud-est
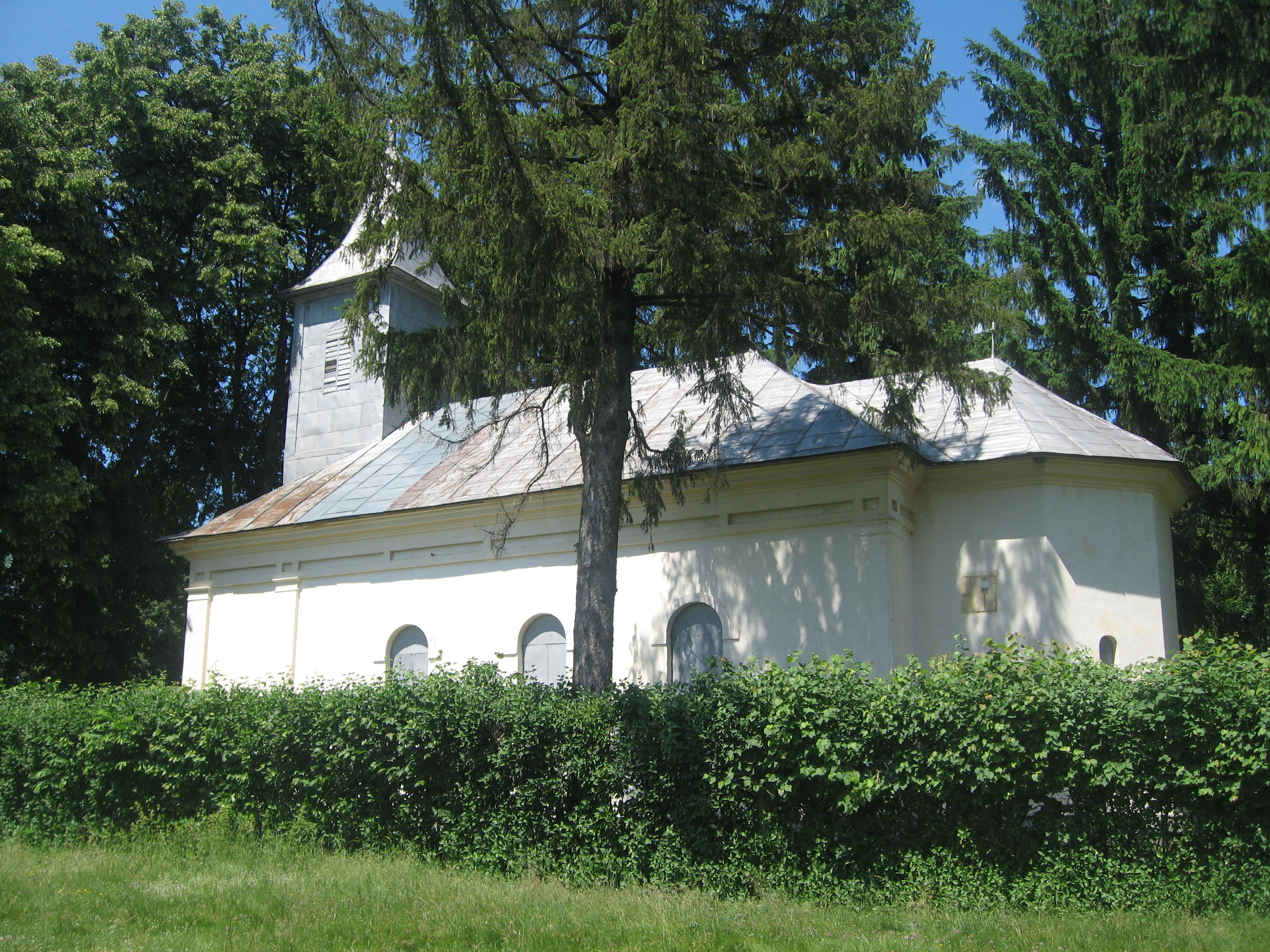
Vedere dinspre sud-est
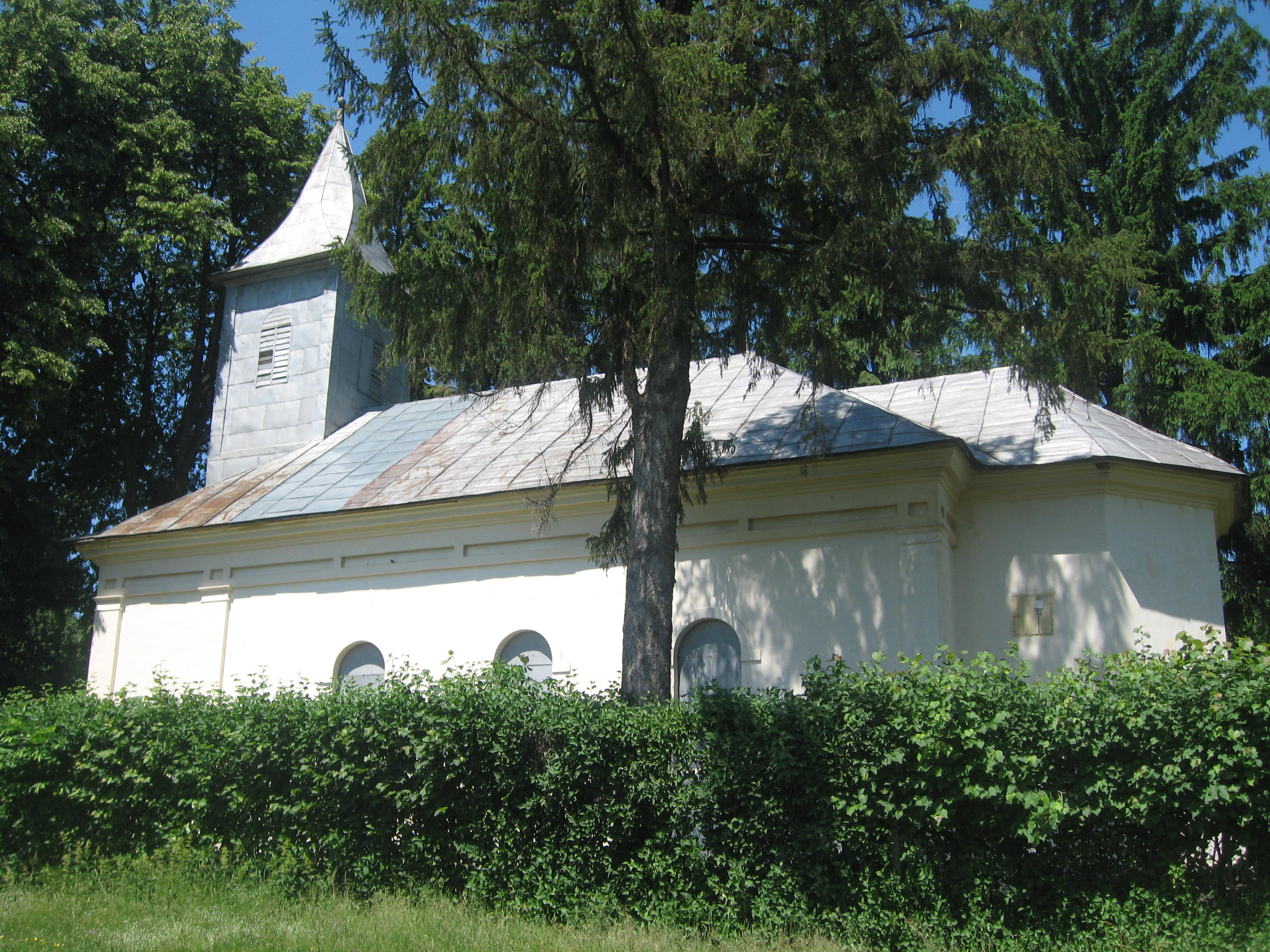
Latura sudică
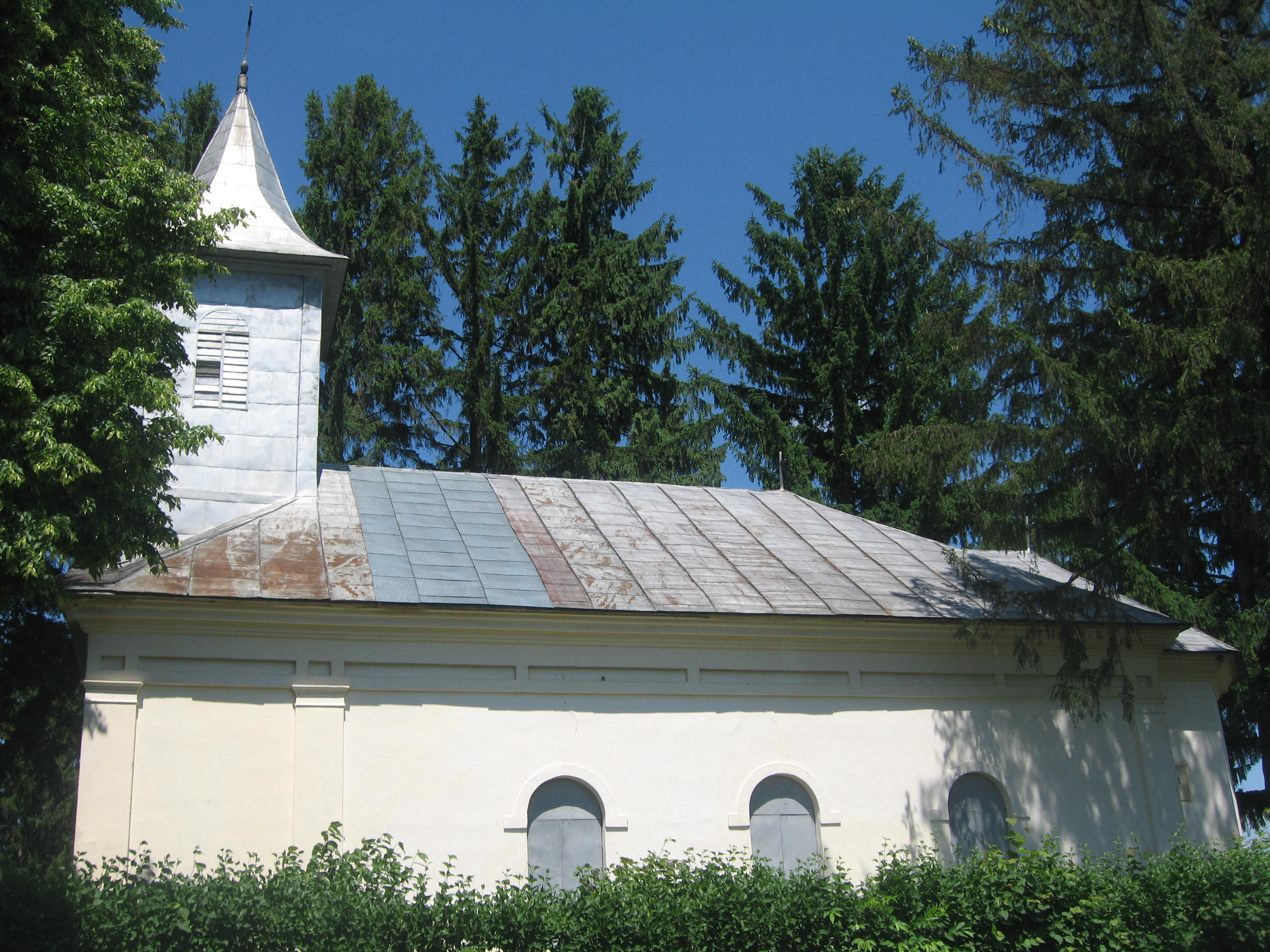
Latura sudică
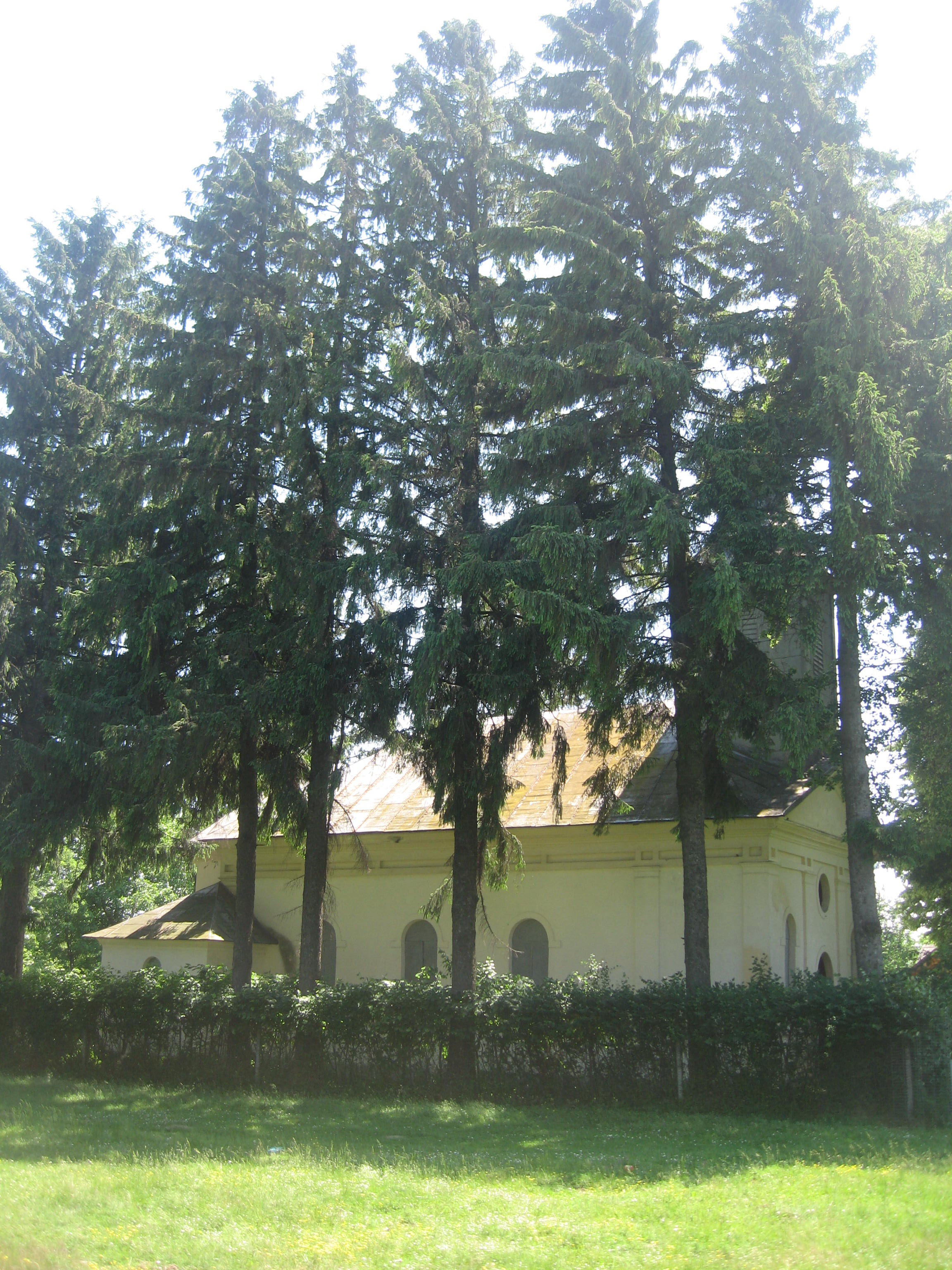
Vedere dinspre nord
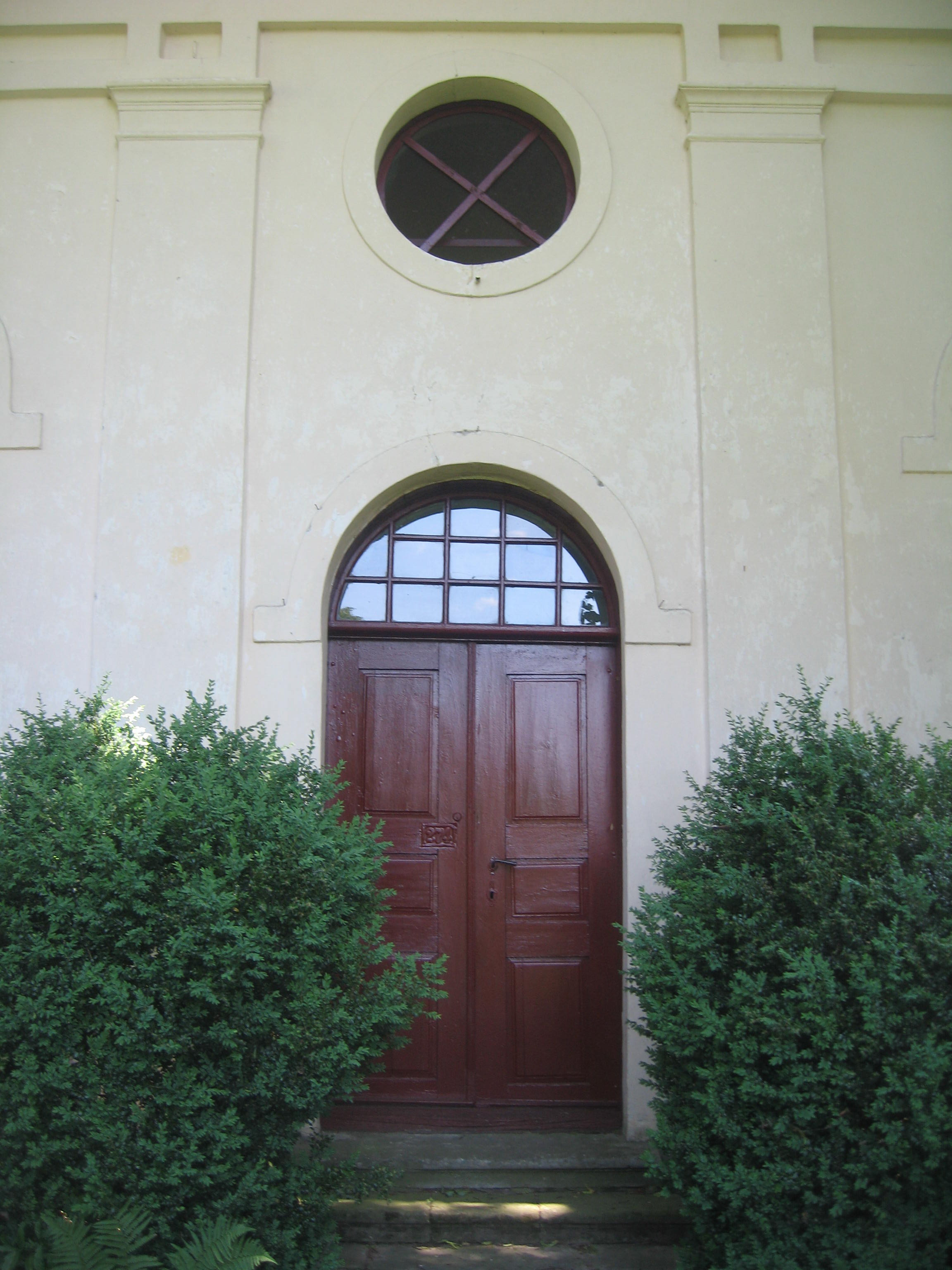
Intrarea în biserică